# Listă de filme realizate de Studiourile de Animație Walt Disney
Walt Disney Animation Studios este un studio de animație american ce creează filme și scurtmetraje pentru The Walt Disney Company. Acesta are sediul în Burbank, California.
Studioul a produs peste 60 de filme animate, primul dintre ele, Albă ca Zăpada și cei șapte pitici, fiind lansat în decembrie 1937. Filmul a fost primul lungmetraj de animație produs în Statele Unite. Cele mai recente lansări ale studioului sunt Dorința (2023) și Moana 2 (2024).

## Filme
| #  | Film                                   | Data lansării      | Regizor(i) | Scenariști | Producător(i)                      |
| -- | -------------------------------------- | ------------------ | --- | --- | ---------------------------------- |
| 1  | Albă ca Zăpada și cei șapte pitici     | 21 decembrie 1937  | Regizor Supervizor: David Hand Regizori Secunzi: Billy Cottrell, Wilfred Jackson, Larry Morey, Perce Pearce & Ben Sharpsteen                                                | Poveste/Scenariu: Dorothy Ann Blank, Richard Creedon, Merrill De Maris, Otto Englander, Earl Hurd, Dick Rickard, Ted Sears & Webb Smith Bazat pe: Albă ca zăpada de Frații Grimm | Walt Disney                        |
| 2  | Pinocchio                              | 7 februarie 1940   | Regizori Supervizori: Hamilton Luske & Ben Sharpsteen Regizori Secunzi: Norman Ferguson, Jack Kinney, Wilfred Jackson, T. Hee & Bill Roberts                                | Poveste/Scenariu: Aurelius Battaglia, Billy Cottrell, Otto Englander, Erdman Penner, Joseph Sabo, Ted Sears & Webb Smith Bazat pe: Aventurile lui Pinocchio de Carlo Collodi | Walt Disney                        |
| 3  | Fantasia                               | 13 noiembrie 1940  | James Algar, Samuel Armstrong, Ford Beebe, Norm Ferguson, David Hand, Jim Handley, T. Hee, Wilfred Jackson, Hamilton Luske, Bill Roberts, Paul Satterfield & Ben Sharpsteen | Bazat pe: Ucenicul vrăjitor de Johann Wolfgang von Goethe | Walt Disney                        |
| 4  | Dumbo                                  | 23 octombrie 1941  | Regizor Supervizor: Ben Sharpsteen Regizori Secunzi: Samuel Armstrong, Norman Ferguson, Wilfred Jackson, Jack Kinney & Bill Roberts                                         | Poveste/Scenariu: Otto Englander, Joe Grant & Dick Huemer Bazat pe: Dumbo de Helen Aberson și Harold Pearl | Walt Disney                        |
| 5  | Bambi                                  | 13 august 1942     | Regizor Supervizor: David Hand Regizori Secunzi: James Algar, Samuel Armstrong, Graham Heid, Bill Roberts, Paul Satterfield & Norman Wright                                 | Poveste/Scenariu: Chuck Couch, Carl Fallberg, Larry Morey, Perce Pearce, Mel Shaw, Vernon Stallings & Ralph Wright Bazat pe: Bambi: Povestea pădurii de Felix Salten | Walt Disney                        |
| 6  | Saludos Amigos                         | 6 februarie 1943   | Norm Ferguson, Wilfred Jackson, Jack Kinney, Hamilton Luske & Bill Roberts                                                                                                  | Poveste/Scenariu: Homer Brightman, Joe Grant, Dick Huemer, Harold Reeves, Roy Williams & Ralph Wright | Walt Disney                        |
| 7  | The Three Caballeros                   | 3 februarie 1945   | Regizor Supervizor: Norm Ferguson Regizori Secunzi: Clyde Geronimi, Jack Kinney, Bill Roberts & Harold Young                                                                | Poveste/Scenariu: James Bodrero, Homer Brightman, Del Connell, Billy Cottrell, Bill Peet, Elmer Plummer, Ted Sears, Ernest Terrazas, Roy Williams & Ralph Wright | Walt Disney                        |
| 8  | Make Mine Music                        | 20 aprilie 1946    | Clyde Geronimi, Jack Kinney, Hamilton Luske & Joshua Meador | Poveste/Scenariu: James Bodrero, Homer Brightman, Erwin Graham, Eric Gurney, T. Hee, Sylvia Holland, Dick Huemer, Dick Kelsey, Dick Kinney, Jesse Marsh, Tom Oreb, Cap Palmer, Erdman Penner, Dick Shaw, John Walbridge & Roy Williams Bazat pe: Casey at the Bat, poem de Ernest Thayer, și Petrică și lupul de Sergei Prokofiev                                                                                                 | Walt Disney                        |
| 9  | Fun and Fancy Free                     | 27 septembrie 1947 | Jack Kinney, Hamilton Luske, William Morgan & Bill Roberts | Poveste/Scenariu: Homer Brightman, Eldon Dedini, Lance Nolley, Tom Oreb, Harry Reeves & Ted Sears Bazat pe: Little Bear Bongo de Sinclair Lewis & Jack și vrejul de fasole de Benjamin Tabart | Walt Disney                        |
| 10 | Melody Time                            | 27 mai 1948        | Clyde Geronimi, Wilfred Jackson, Jack Kinney & Hamilton Luske | Poveste/Scenariu: Ken Anderson, Homer Brightman, Billy Cottrell, Winston Hibler, Jesse Marsh, Bob Moore, Erdman Penner, Harry Reeves, Joe Rinaldi, Ted Sears, Art Scott & John Walbridge Bazat pe: Johnny Appleseed, Little Toot de Hardie Gramatky, Trees de Joyce Kilmer & Pecos Bill | Walt Disney                        |
| 11 | The Adventures of Ichabod and Mr. Toad | 5 octombrie 1949   | James Algar, Clyde Geronimi & Jack Kinney | Poveste/Scenariu: Homer Brightman, Winston Hibler, Erdman Penner, Harry Reeves, Joe Rinaldi & Ted Sears Bazat pe: Vântul prin sălcii de Kenneth Grahame & Legenda călărețului fără cap de Washington Irving | Walt Disney                        |
| 12 | Cenușăreasa                            | 15 februarie 1950  | Clyde Geronimi, Wilfred Jackson & Hamilton Luske | Poveste/Scenariu: Ken Anderson, Homer Brightman, Winston Hibler, Bill Peet, Erdman Penner, Harry Reeves, Joe Rinaldi & Ted Sears Bazat pe: Cenușăreasa de Charles Perrault | Walt Disney                        |
| 13 | Alice în Țara Minunilor                | 28 iulie 1951      | Clyde Geronimi, Wilfred Jackson & Hamilton Luske | Poveste/Scenariu: Milt Banta, Del Connell, Billy Cottrell, Joe Grant, Winston Hibler, Dick Huemer, Dick Kelsey, Tom Oreb, Bill Peet, Erdman Penner, Joe Rinaldi, Ted Sears & John Walbridge Bazat pe: Alice în Țara Minunilor de Lewis Carroll | Walt Disney                        |
| 14 | Peter Pan                              | 5 februarie 1953   | Clyde Geronimi, Wilfred Jackson & Hamilton Luske | Poveste/Scenariu: Milt Banta, Billy Cottrell, Winston Hibler, Bill Peet, Erdman Penner, Joe Rinaldi, Ted Sears & Ralph Wright Bazat pe: Peter Pan de J. M. Barrie | Walt Disney                        |
| 15 | Doamna și Vagabondul                   | 22 iunie 1955      | Clyde Geronimi, Wilfred Jackson & Hamilton Luske | Poveste/Scenariu: Don DaGradi, Erdman Penner, Joe Rinaldi & Ralph Wright Bazat pe: Happy Dan, the Cynical Dog de Ward Greene | Walt Disney                        |
| 16 | Frumoasa adormită                      | 29 ianuarie 1959   | Regizor Supervizor: Clyde Geronimi Regizori Secunzi: Les Clark, Eric Larson & Wolfgang Reitherman                                                                           | Poveste/Scenariu: Milt Banta, Winston Hibler, Bill Peet, Erdman Penner, Joe Rinaldi, Ted Sears & Ralph Wright Bazat pe: Frumoasa adormită de Charles Perrault & Dornröschen de Frații Grimm | Walt Disney                        |
| 17 | 101 dalmațieni                         | 25 ianuarie 1961   | Clyde Geronimi, Hamilton Luske & Wolfgang Reitherman | Poveste/Scenariu: Bill Peet Bazat pe: O sută unu dalmațieni de Dodie Smith | Walt Disney                        |
| 18 | Sabia din stâncă                       | 25 decembrie 1963  | Wolfgang Reitherman | Poveste/Scenariu: Bill Peet Bazat pe: The Sword in the Stone de T. H. White | Walt Disney                        |
| 19 | Cartea junglei                         | 18 octombrie 1967  | Wolfgang Reitherman | Poveste/Scenariu: Ken Anderson, Larry Clemmons, Vance Gerry & Ralph Wright Inspirat de: Cartea junglei de Rudyard Kipling | Walt Disney                        |
| 20 | Pisicile aristocrate                   | 24 decembrie 1970  | Wolfgang Reitherman | Poveste/Scenariu: Ken Anderson, Larry Clemmons, Eric Cleworth, Vance Gerry, Julius Svendsen, Frank Thomas & Ralph Wright Bazat pe: The Secret Origin of The Aristocats de Tom McGowan & Tom Rowe | Winston Hibler & Reitherman        |
| 21 | Robin Hood                             | 8 noiembrie 1973   | Wolfgang Reitherman | Poveste/Scenariu: Ken Anderson, Larry Clemmons, Eric Cleworth, Vance Gerry, Dave Michener, Julius Svendsen & Frank Thomas Bazat pe: Robin Hood | Reitherman                         |
| 22 | The Many Adventures of Winnie the Pooh | 11 martie 1977     | John Lounsbery & Wolfgang Reitherman | Poveste/Scenariu: Ken Anderson, X Atencio, Ted Berman, Larry Clemmons, Eric Cleworth, Vance Gerry, Winston Hibler, Julius Svendsen & Ralph Wright Bazat pe: Winnie de Pluș de A. A. Milne | Reitherman                         |
| 23 | Micii salvatori                        | 22 iunie 1977      | John Lounsbery, Wolfgang Reitherman & Art Stevens | Poveste/Scenariu: Ken Anderson, Ted Berman, Larry Clemmons, Vance Gerry, Fred Lucky, Burny Mattinson, David Michener, Dick Sebast & Frank Thomas Bazat pe: The Rescuers de Margery Sharp | Reitherman și Ron W. Miller        |
| 24 | Vulpea și câinele                      | 10 iulie 1981      | Ted Berman, Richard Rich & Art Stevens | Poveste/Scenariu: Berman, Larry Clemmons, Vance Gerry, Steve Hulett, Earl Kress, Burny Mattinson, David Michener & Peter Young Bazat pe: Vulpea și câinele de Daniel P. Mannix | Reitherman & Stevens               |
| 25 | Cazanul negru                          | 24 iulie 1985      | Ted Berman & Richard Rich | Poveste/Scenariu: Berman, Vance Gerry, Joe Hale, David Jonas, Roy Morita, Rich, Art Stevens, Al Wilson & Peter Young Bazat pe: The Chronicles of Prydain de Lloyd Alexander | Hale                               |
| 26 | The Great Mouse Detective              | 2 iulie 1986       | Ron Clements, Burny Mattinson, David Michener & John Musker | Poveste/Scenariu: Clements, Vance Gerry, Steve Hulett, Mattinson, Michener, Bruce M. Morris, Musker, Matthew O'Callaghan, Melvin Shaw & Peter Young Bazat pe: Basil of Baker Street de Eve Titus | Mattinson                          |
| 27 | Oliver și prietenii                    | 18 noiembrie 1988  | George Scribner | Poveste: Roger Allers, Chris Bailey, Michael Cedeno, Mike Gabriel, Vance Gerry, Leon Joosen, Kevin Lima, David Michener, Jim Mitchell, Joe Ranft, Gary Trousdale, Kirk Wise & Peter Young Scenariu: Jim Cox, Timothy J. Disney & James Mangold Inspirat de: Oliver Twist de Charles Dickens | Kathleen Gavin                     |
| 28 | Mica sirenă                            | 17 noiembrie 1989  | Ron Clements & John Musker | Poveste/Scenariu: Clements & Musker Bazat pe: Mica sirenă de Hans Christian Andersen | Howard Ashman & Musker             |
| 29 | Salvatorii în Australia                | 16 noiembrie 1990  | Hendel Butoy & Mike Gabriel | Poveste: Joe Ranft Scenariu: Jim Cox, Karey Kirkpatrick, Ranft & Byron Simpson | Thomas Schumacher                  |
| 30 | Frumoasa și bestia                     | 22 noiembrie 1991  | Gary Trousdale & Kirk Wise | Poveste: Roger Allers, Kelly Asbury, Brenda Chapman, Tom Ellery, Kevin Harkey, Robert Lence, Burny Mattinson, Brian Pimental, Joe Ranft, Chris Sanders & Bruce Woodside Scenariu: Linda Woolverton Bazat pe: Frumoasa și bestia de Jeanne-Marie Leprince de Beaumont | Don Hahn                           |
| 31 | Aladdin                                | 25 noiembrie 1992  | Ron Clements & John Musker | Poveste: Roger Allers, James Fujii, Francis Glebas, Ed Gombert, Kirk Hanson, Kevin Harkey, Daan Jippes, Larry Leker, Kevin Lima, Burny Mattinson, Sue C. Nichols, Brian Pimental, Rebecca Rees, Darrell Rooney, Chris Sanders, David S. Smith & Patrick A. Ventura Scenariu: Clements, Ted Elliott, Musker & Terry Rossio Bazat pe: O mie și una de nopți (Aladin și lampa fermecată)                                             | Clements & Musker                  |
| 32 | Regele Leu                             | 24 iunie 1994      | Roger Allers & Rob Minkoff | Poveste: Jim Capobianco, Brenda Chapman, Lorna Cook, Thom Enriquez, Andy Gaskill, Francis Glebas, Ed Gombert, Kevin Harkey, Barry Johnson, Mark Kausler, Jorgen Klubien, Larry Leker, Rick Maki, Burny Mattinson, Joe Ranft, Chris Sanders, Tom Sito & Gary Trousdale Scenariu: Irene Mecchi, Jonathan Roberts & Linda Woolverton Inspirat de: Hamlet de William Shakespeare                                                      | Hahn                               |
| 33 | Pocahontas                             | 23 iunie 1995      | Mike Gabriel & Eric Goldberg | Poveste: Chris Buck, Rob Gibbs, Francis Glebas, Ed Gombert, Joe Grant, Kaan Kalyon, Glen Keane, Todd Kurosawa, Duncan Marjoribanks, Burny Mattinson, Bruce Morris, Tom Sito & Ralph Zondag Scenariu: Carl Binder, Susannah Grant & Philip LaZebnik Inspirat de: Pocahontas | James Pentecost                    |
| 34 | Cocoșatul de la Notre-Dame             | 21 iunie 1996      | Gary Trousdale & Kirk Wise | Poveste: Christine Blum, Geefwee Boedoe, Gaftan, Paul Brizzi, Jim Capobianco, Brenda Chapman, Will Finn, James Funi, Francis Glebas, Edward Gombert, Kirk Hanson, Kevin Harkey, Burny Mattinson, Tab Murphy, Sue C. Nichols, Floyd Norman, Denis Rich, John Sanford, Jeff Snow & Kelly Wightman Scenariu: Irene Mecchi, Murphy, Jonathan Roberts, Bob Tzudiker & Noni White Bazat pe: Notre Dame de Paris de Victor Hugo          | Hahn                               |
| 35 | Hercules                               | 27 iunie 1997      | Ron Clements & John Musker | Poveste: Randy Cartwright, Don Dougherty, Thom Enriquez, Vance Gerry, Francis Glebas, Kirk Hanson, Barry Johnson, Kaan Kalyon, Mark Kennedy, Tamara Lusher, Bruce Morris, John Ramirez, Jeff Snow & Kelly Wightman Scenariu: Clements, Donald McEnery, Irene Mecchi, Musker & Bob Shaw Bazat pe: Hercule | Clements, Alice Dewey & Musker     |
| 36 | Mulan                                  | 19 iunie 1998      | Tony Bancroft & Barry Cook | Poveste: Julius Aguimatang, Lorna Cook, Dean DeBlois, Thom Enriquez, Ed Gombert, Joe Grant, Tim Hodge, Barry Johnson, Burny Mattinson, Floyd Norman, Chris Sanders, John Sanford & Chris Williams Scenariu: Eugenia Bostwick-Singer, Rita Hsiao, Philip LaZebnik, Sanders & Raymond Singer Bazat pe: Hua Mulan | Pam Coats                          |
| 37 | Tarzan                                 | 18 iunie 1999      | Chris Buck & Kevin Lima | Poveste: Stephen J. Anderson, Gaëtan, Paul Brizzi, Don Dougherty, Ed Gombert, Don Hall, Kevin Harkey, Randy Haycock, Carole Holliday, Glen Keane, Mark Kennedy, Burny Mattinson, Frank Nissen, John Norton, Brian Pimental, John Ramirez, Jeff Snow, Michael Surrey, Chris Ure, Mark Walton, Stevie Wermers & Kelly Wightman Scenariu: Tab Murphy, Bob Tzudiker & Noni White Bazat pe: Tarzan of the Apes de Edgar Rice Burroughs | Bonnie Arnold                      |
| 38 | Fantasia 2000                          | 1 ianuarie 2000    | James Algar, Gaëtan, Paul Brizzi, Hendel Butoy, Francis Glebas, Eric Goldberg, Don Hahn & Pixote Hunt                                                                       | Bazat pe: Soldățelul de plumb de Hans Christian Andersen & Cartea Genezei (Arca lui Noe) | Donald W. Ernst                    |
| 39 | Dinosaur                               | 19 mai 2000        | Eric Leighton & Ralph Zondag | Poveste: Thom Enriquez, John Harrison, Robert Nelson Jacobs & Zondag Scenariu: Harrison & Jacobs | Pam Marsden                        |
| 40 | Împăratul Vrăjit                       | 15 decembrie 2000  | Mark Dindal | Poveste: Dindal & Chris Williams Scenariu: David Reynolds | Randy Fullmer                      |
| 41 | Atlantida: Imperiul dispărut           | 15 iunie 2001      | Gary Trousdale & Kirk Wise | Poveste: Tab Murphy, Trousdale, Joss Whedon, Wise, Bryce & Jackie Zabel Scenariu: Murphy Bazat pe: Atlantida | Hahn                               |
| 42 | Lilo și Stitch                         | 21 iunie 2002      | Dean DeBlois & Chris Sanders | Poveste/Scenariu: DeBlois & Sanders Bazat pe: o carte nepublicată de Chris Sanders | Clark Spencer                      |
| 43 | Planeta comorilor                      | 27 noiembrie 2002  | Ron Clements & John Musker | Poveste: Clements, Ted Elliott, Musker & Terry Rossio Scenariu: Clements, Rob Edwards & Musker Bazat pe: Comoara din insulă de Robert Louis Stevenson | Clements, Roy Conli & Musker       |
| 44 | Fratele Urs                            | 1 noiembrie 2003   | Aaron Blaise & Robert Walker | Poveste: Kevin Deters, Thom Enriquez, Kevin Harkey, Broose Johnson, John Norton & John Puglisi, Stevie Wermers & Woody Woodman Scenariu: Steve Bencich, Lorne Cameron, Ron J. Friedman, David Hoselton & Tab Murphy | Igor Khait & Chuck Williams        |
| 45 | O fermă trăsnită                       | 2 aprilie 2004     | Will Finn & John Sanford | Poveste: Finn, Mark Kennedy, Michael LaBash, Robert Lence, Sam Levine & Sanford Scenariu: Finn & Sanford | Dewey                              |
| 46 | Puiu' mic                              | 4 noiembrie 2005   | Mark Dindal | Poveste: Dindal & Mark Kennedy Scenariu: Ron Anderson, Steve Bencich & Ron J. Friedman Inspirat de: Henny Penny | Randy Fullmer                      |
| 47 | Familia Robinson                       | 30 martie 2007     | Stephen J. Anderson | Scenariu: Anderson, Jon A. Bernstein, Nathan Greno, Hall, Joe Mateo, Aurian Redson & Michelle Spritz Bazat pe: A Day with Wilbur Robinson de William Joyce | Dorothy McKim                      |
| 48 | Bolt                                   | 21 noiembrie 2008  | Byron Howard & Chris Williams | Scenariu: Dan Fogelman & Williams | Spencer                            |
| 49 | Prințesa și Broscoiul                  | 11 decembrie 2009  | Ron Clements & John Musker | Poveste: Clements, Greg Erb, Musker & Jason Oremland Scenariu: Clements, Rob Edwards & Musker Inspirat de: The Frog Princess de E. D. Baker | Peter Del Vecho                    |
| 50 | O poveste încâlcită                    | 24 noiembrie 2010  | Nathan Greno & Byron Howard | Screnariu: Dan Fogelman Bazat pe: Rapunzel de Frații Grimm | Roy Conli                          |
| 51 | Winnie de Pluș                         | 15 iulie 2011      | Stephen J. Anderson & Don Hall | Poveste/Scenariu: Anderson, Clio Chiang, Don Dougherty, Hall, Kendelle Hoyer, Brian Kesinger, Nicole Mitchell & Jeremy Spears Bazat pe: Winnie de Pluș de Alan Alexander Milne | Del Vecho & Spencer                |
| 52 | Ralph Strică-Tot                       | 2 noiembrie 2012   | Rich Moore | Poveste: Phil Johnston, Moore & Jim Reardon Scenariu: Johnston & Jennifer Lee | Spencer                            |
| 53 | Regatul de gheață                      | 27 noiembrie 2013  | Chris Buck & Jennifer Lee | Poveste: Buck, Lee & Shane Morris Scenariu: Lee Inspirat de: Crăiasa zăpezii de Hans Christian Andersen | Del Vecho                          |
| 54 | Cei 6 super eroi                       | 7 noiembrie 2014   | Don Hall & Chris Williams | Scenariu: Robert L. Baird, Dan Gerson & Jordan Roberts Bazat pe: Big Hero 6 de Man of Action | Conli & Kristina Reed              |
| 55 | Zootopia                               | 4 martie 2016      | Byron Howard & Rich Moore | Poveste: Jared Bush, Phil Johnston, Howard, Jennifer Lee, Moore, Jim Reardon & Josie Trinidad Scenariu: Bush & Johnston | Spencer                            |
| 56 | Moana                                  | 23 noiembrie 2016  | Ron Clements & John Musker | Poveste: Clements, Don Hall, Aaron, Jordan Kandell, Musker, Pamela Ribon & Chris Williams Scenariu: Jared Bush Inspirat de: Māui | Osnat Shurer                       |
| 57 | Ralph Rupe Netu'                       | 21 noiembrie 2018  | Phil Johnston & Rich Moore | Poveste: Johnston, Moore, Jim Reardon, Pamela Ribon & Josie Trinidad Scenariu: Johnston & Ribon | Spencer                            |
| 58 | Regatul de Gheață 2                    | 22 noiembrie 2019  | Chris Buck & Jennifer Lee | Poveste: Kristen Anderson-Lopez, Buck, Lee, Robert Lopez & Marc E. Smith Scenariu: Lee Inspirat de: Crăiasa zăpezii de Hans Christian Andersen | Del Vecho                          |
| 59 | Raya și ultimul dragon                 | 5 martie 2021      | Don Hall & Carlos López Estrada | Poveste: Paul Briggs, Hall, Adele Lim, López Estrada, Kiel Murray, Qui Nguyen, John Ripa & Dean Wellins Scenariu: Lim & Nguyen | Del Vecho & Shurer                 |
| 60 | Encanto                                | 24 noiembrie 2021  | Jared Bush & Byron Howard | Poveste: Bush, Jason Hand, Howard, Nancy Kruse, Lin-Manuel Miranda & Charise Castro Smith Scenariu: Bush & Smith | Yvett Merino & Clark Spencer       |
| 61 | O lume ciudată                         | 23 noiembrie 2022  | Don Hall | Qui Nguyen | Roy Conli                          |
| 62 | Dorința                                | 22 noiembrie 2023  | Chris Buck Fawn Veerasunthorn | Scenariu: Jennifer Lee & Allison Moore Poveste: Lee, Buck, Veerasunthorn & Moore | Peter Del Vecho & Juan Pablo Reyes |
| 63 | Moana 2                                | 27 noiembrie 2024  | David Derrick Jr., Jason Hand & Dana Ledoux Miller | Miller & Jared Bush | Christina Chen & Yvett Merino      |

## Producții înrudite
| Titlu                                 | Data lansării     | Studio                  |
| ------------------------------------- | ----------------- | ----------------------- |
| The Reluctant Dragon                  | 20 iunie 1941     | Walt Disney Productions |
| Victory Through Air Power             | 17 iulie 1943     | Walt Disney Productions |
| Song of the South                     | 12 noiembrie 1946 | Walt Disney Productions |
| So Dear to My Heart                   | 29 noiembrie 1948 | Walt Disney Productions |
| Mary Poppins                          | 27 august 1964    | Walt Disney Productions |
| Bedknobs and Broomsticks              | 7 octombrie 1971  | Walt Disney Productions |
| Pete's Dragon                         | 3 noiembrie 1977  | Walt Disney Productions |
| Cine vrea pielea lui Roger Rabbit?    | 22 iunie 1988     | Amblin Entertainment    |
| Coșmar înainte de Crăciun             | 29 octombrie 1993 | Skellington Productions |
| Filmul cu Goofy: Peripeții în familie | 7 aprilie 1995    | DisneyToon Studios      |
| James and the Giant Peach             | 12 aprilie 1996   | Skellington Productions |
| Magie în New York                     | 21 noiembrie 2007 | Walt Disney Pictures    |
| Saving Mr. Banks                      | 13 decembrie 2013 | Walt Disney Pictures    |
| Mary Poppins Revine                   | 19 decembrie 2018 | Walt Disney Pictures    |